# Rollout (My Business)
«Rollout (My Business)» — пісня американського репера Лудакріса, випущена 16 жовтня 2001 року як другий сингл з його альбому Word of Mouf. Пісня спродюсована Тімбалендом. Вона дебютувала під номером 95 у Billboard Hot 100 10 листопада 2001 року, та досягла максимуму №17 2 лютого 2002 року. Пісня також була номінована на премію Греммі у 2002 році за найкраще чоловіче сольне реп-виконання.

## Список композицій
1. "Rollout (My Business)" (radio edit)
2. "Rollout (My Business)" (album version)
3. "Rollout (My Business)" (instrumental)

## Чарти
| Чарт (2001–2002)                          | Найвища позиція |
| ----------------------------------------- | --------------- |
| Australia (ARIA)                          | 84              |
| Australia Urban (ARIA)                    | 19              |
| Ірландія (IRMA)                           | 48              |
| Шотландія (Official Charts Company)       | 33              |
| Велика Британія (UK R&B Chart)            | 2               |
| Велика Британія (Official Charts Company) | 20              |
| США (Billboard Hot 100)                   | 17              |
| США (Hot R&B/Hip-Hop Songs) (Billboard)   | 7               |
| США (Rap Songs) (Billboard)               | 20              |
| США (Mainstream Top 40) (Billboard)       | 23              |
| США (Rhythmic) (Billboard)                | 3               |
| US Top 40 Tracks (Billboard)              | 25              |

## Сертифікації
| Регіон                                                      | Сертифікація | Продажі   |
| ----------------------------------------------------------- | ------------ | --------- |
| США (RIAA)                                                  | Платиновий   | 1 000 000 |
| продажі+прослуховування, що базуються лише на сертифікаціях |              |           |